# Pierre Bruneau
Pour les articles homonymes, voir Pierre Bruneau (homonymie) et Bruneau.
Pierre Bruneau (né le 5 juin 1952) est un journaliste et un animateur de télévision québécois. Il est chef d'antenne des bulletins de nouvelles de fin de journée du réseau TVA de 2000 à 2022.

## Biographie
Pierre est le dernier d'une famille de dix enfants. Son père, Armand Bruneau, qui a 50 ans au moment de sa naissance, est comptable. Sa mère, Armande Bouchard, 46 ans au moment de sa naissance, a abandonné son rêve de devenir comédienne pour élever sa famille.
En 1972, pendant qu'il étudiait en psychologie à l'Université du Québec, Pierre Bruneau fait ses premières armes à la radio comme animateur à la station, AM à l'époque, de Victoriaville, CFDA. Il devient par la suite reporter à une autre station de radio à Trois-Rivières. Il se joint un an plus tard au service des nouvelles de CKAC à Montréal.
En 1976, le canal Télé-Métropole (aujourd'hui appelé TVA) l'embauche comme lecteur de nouvelles. Après son embauche, il continue à œuvrer à la radio quelques années.
À la télévision, il a animé les émissions Qu’en pense le Québec et Y’a du soleil. Au fil des années, il a réussi à se tailler une grande crédibilité auprès des Québécois.
En plus de son engagement de communicateur professionnel envers le public, Pierre est aussi identifié dans tout le Québec à ses activités sociales bénévoles et la lutte contre le cancer, plus particulièrement la leucémie chez les enfants.
En 1979, il consacre beaucoup de temps et d’énergie à Leucan, une association dont le porte-parole fut pour un temps, son fils Charles, mort le 9 mars 1988, qui s'est longtemps battu contre la leucémie.
Deux ans plus tard, Pierre crée la Fondation Centre de cancérologie Charles-Bruneau en compagnie de parents et d'amis d'enfants atteints de cancer. La Fondation donnera plus tard naissance au Centre de cancérologie Charles-Bruneau à l'Hôpital Sainte-Justine.
Depuis ce jour, il s'implique activement à titre de porte-parole de la Fondation Centre de cancérologie Charles-Bruneau, qui procure à tous les enfants atteints de cancer les meilleures chances de guérison en finançant la recherche et en supportant le développement de projets dédiés à l'oncologie pédiatrique. Chaque année, divers événements sont organisés aux profits de la Fondation Charles-Bruneau, tels que la Soirée gastronomique Charles-Bruneau, le Tour CIBC Charles-Bruneau, le Circuit bleu Charles-Bruneau et la Coupe Charles-Bruneau. Il agit souvent comme conférencier en plus de contribuer activement à la formation des étudiants dans plusieurs collèges et universités du Québec.
À la suite des attaques du 11 septembre 2001, le réseau TVA lui offre d'animer un nouveau bulletin de nouvelles en fin de journée. C'est ainsi qu'il deviendra le chef d'antenne du bulletin TVA 17 heures, en plus d'animer le TVA 18 heures. Un an plus tard, Claude Charron coanimera avec lui ces deux bulletins de nouvelles. Ce tandem apprécié du public durera jusqu'en 2006, alors que Claude quittera le Québec pour aller vivre en France.
Aujourd'hui, il coanime le TVA nouvelles avec Pierre Jobin dès 11h58 et anime le TVA Nouvelles de 17 h à 18 h 30. Depuis le 11 septembre 2001, il est à noter que les différents bulletins de nouvelles de TVA portaient, dans leurs noms, les heures de diffusions ce qui a été délaissé le 6 septembre 2009 pour faire place au nouveau titre TVA Nouvelles.
Le 19 octobre 2006, il a célébré son 30e anniversaire comme chef d'antenne au réseau TVA. Pour célébrer ses années de loyaux services, le réseau TVA lui offre une participation au jeu questionnaire Le Cercle animé par Charles Lafortune. Malheureusement, il a échoué au deuxième tour. Certains diront qu'il a manqué de rigueur.
En janvier 2007, Il entreprend l'ascension du Kilimanjaro en compagnie de sa femme. Les fonds amassés sont remis à la Fondation Centre de cancérologie Charles-Bruneau.
En 2007, lors de l'élection générale québécoise de 2007, Pierre Bruneau est au centre d'une controverse avec le réseau de télévision concurrent, Radio-Canada. Serrant la main en direct à son coanimateur Claude Charron, posté à sa gauche, Bruneau déclara « Si je fais ce signe à mon ami Claude Charron, c'est que nous on s'était dit à un moment donné dans la soirée que jamais on ne voulait mettre dans l'embarras qui que ce soit… », avant de scander « Rigueur, rigueur, rigueur ! »
Le 24 mars 2022, il annonce à l'antenne lors du bulletin de 17h00 sa retraite. Il animera son dernier bulletin le 16 juin 2022 et animera le face à face ainsi que la soirée électorale des élections provinciales à l'automne de la même année.

## Récompenses
Il a gagné dix-sept trophées Artis au cours de sa carrière et a été décoré de l'Ordre national du Québec par le premier ministre Jean Charest le 18 juin 2008, il a aussi été  décoré de l'Ordre national du Canada par le premier ministre Stephen Harper le 28 septembre 2012.
Pierre Bruneau a remporté le trophée Artis le dimanche 1er mai 2011 lors du 26e Gala Artis présenté au Réseau TVA. Il n'avait pas remporté le prix durant les neuf dernières années, c'était alors sa collègue chef d'antenne Sophie Thibault qui le remportait année après année.
En 2023, il reçoit le lifetime achievement award décernée par les prix Écrans canadiens pour l'ensemble de sa carrière . La même année, il est aussi le premier récipiendaire du prix René-Lévesque nouvellement créé, Prix du Québec décerné par le gouvernement du Québec et destiné à souligner la « contribution remarquable [d'une personne] au domaine du journalisme »,.

## Vie privée
Pierre Bruneau est marié avec Ginette St-Cyr depuis 1973.
Il est père de trois enfants: Charles (décédé en 1988), Geneviève et Jean-Sébastien et grand-père de cinq petits-enfants.